# Sandauerholz
Sandauerholz este o comună în Saxonia-Anhalt, Germania